# Worki powietrzne

Rozmieszczenie worków powietrznych u gołębia:
1 – kość ramieniowa
2 – worek podwidełkowy
3 – tchawica
4 – worki piersiowe
5 – worki brzuszne
6 – płuca

Worki powietrzne (łac. sacci pneumatici) – grubościenne pęcherzykowate worki połączone z płucami i rozmieszczone wewnątrz tułowia ptaka, a nawet wchodzące do wnętrza niektórych kości. Zmniejszają ciężar ciała zwierzęcia i ułatwiają oddychanie w locie. Mają również znaczenie w termoregulacji ptaków.
Niektóre odnogi oskrzeli ptaków idą wzdłuż płuc aż do ich końca i tam albo kończą się ślepo, albo przechodzą w worki powietrzne. Ściany tych worków są słabo unaczynione, toteż nie biorą udziału w samej wymianie gazowej, ale działają podobnie do miechów, przenosząc powietrze jednokierunkowo przez układ oddechowy, spełniają więc bardzo ważną rolę pomocniczą w oddychaniu. Ptaki nie mają przepony, więc zamiast normalnego rozszerzania i kurczenia organów oddechowych, tak jak to się dzieje u ssaków, worki powietrzne pozwalają układowi zachować stałą objętość z natlenionym powietrzem stale przepływającym przez niego w jednym kierunku. Aktywną fazą oddychania u ptaków jest wydech, wymagający skurczów mięśni.
Zasadniczo rozróżnia się dziewięć głównych worków powietrznych: nieparzysty podwidełkowy (obojczykowy, międzyobojczykowy), dwa szyjne, dwie pary piersiowych (przednie i tylne) oraz dwa brzuszne. Liczba ta może jednak wynosić od siedmiu do dwunastu, w zależności od gatunku ptaka. Wróblowe posiadają siedem worków powietrznych, obojczykowy worek powietrzny może być zrośnięty z przednimi workami piersiowymi.
Podczas wdechu, powietrze początkowo przechodzi przez nozdrza ptaka, gdzie jest ogrzewane, nawilżane i filtrowane. Stamtąd powietrze przedostaje się do tchawicy, następnie do aparatu głosowego w dolnej części krtani, zwanego syrinx, gdzie tchawica rozgałęzia się na parzyste oskrzela, które doprowadzają powietrze do rurkowatych płuc. Niezależnie od tego oskrzela łączą się z workami powietrznymi.
Wskutek silnych ruchów mięśni piersiowych, poruszających skrzydłami podczas lotu, tlen zawarty w powietrzu dwukrotnie styka się w płucach z krwią. Po raz pierwszy następuje to w czasie wdechu, który odbywa się w chwili podnoszenia skrzydeł w górę, a po raz drugi – w czasie wydechu spowodowanego ruchem skrzydeł w dół. W ten sposób odbywa się u ptaków tzw. podwójne oddychanie.
Worki powietrzne, powiększając wewnętrzne przestrzenie ciała ptaka, obniżają znacznie jego ciężar właściwy, a tym samym czynią je „lżejszym”. Biorą udział w regulacji temperatury ciała, dzięki parowaniu wody z ich powierzchni.